# Alan Winstanley
Alan Kenneth Winstanley (2 novembre 1952) è un produttore discografico britannico.

## Biografia
Attivo dalla metà degli anni '70, è solito lavorare in collaborazione con Clive Langer.
Nel corso della sua carriera ha lavorato per molti artisti e gruppi, tra i quali Madness, The Stranglers, 4 Out of 5 Doctors, Elvis Costello and the Attractions, Hothouse Flowers, They Might Be Giants, Morrissey, Dexys Midnight Runners, Bush, a-ha, Dogs Die in Hot Cars, Symposium e Marilyn.